# Aristotele Fioravanti
Aristotele Fioravanti (* um 1415 oder 1420 in Bologna; † um 1486) war ein italienischer Architekt und Baumeister der Renaissance. Sein Nachname wird manchmal als Fieraventi oder Fioravante angegeben. Russische Schreibweisen des Namens sind Фьораванти, Фиораванти, Фиеравенти, Фиораванте.

## Biographie

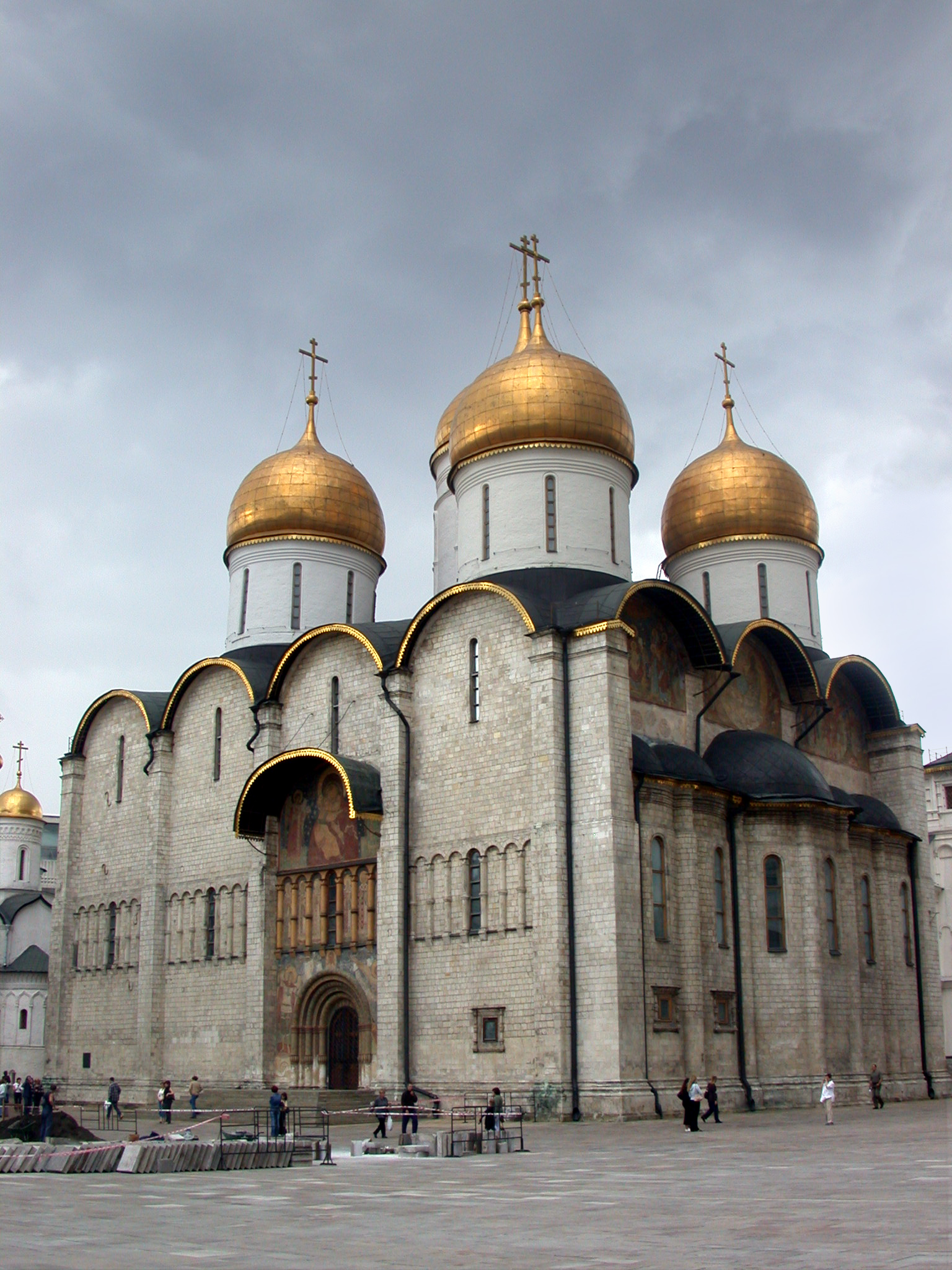
Uspenski-Kathedrale

Über Fioravantis frühe Jahre ist wenig bekannt. Er wurde in Bologna in eine Familie von Architekten und Wasserbau-Ingenieuren hineingeboren.
Er wurde bekannt durch neue Vorrichtungen, die er beim Wiederaufbau der Türme der adeligen Familien in der Stadt benutzte. Zwischen 1458 und 1467 arbeitete er in Florenz für Cosimo de’ Medici den Älteren und in Mailand. Danach kehrte er in seine Heimatstadt zurück. Hier schuf er die Pläne für die Erneuerung der Fassade des Palazzo del Podestà, die erst zwischen 1484 und 1494 unter Giovanni II. Bentivoglio im Renaissance-Stil durchgeführt wurde. 1467 arbeitete Fioravanti für König Matthias Corvinus in Ungarn.

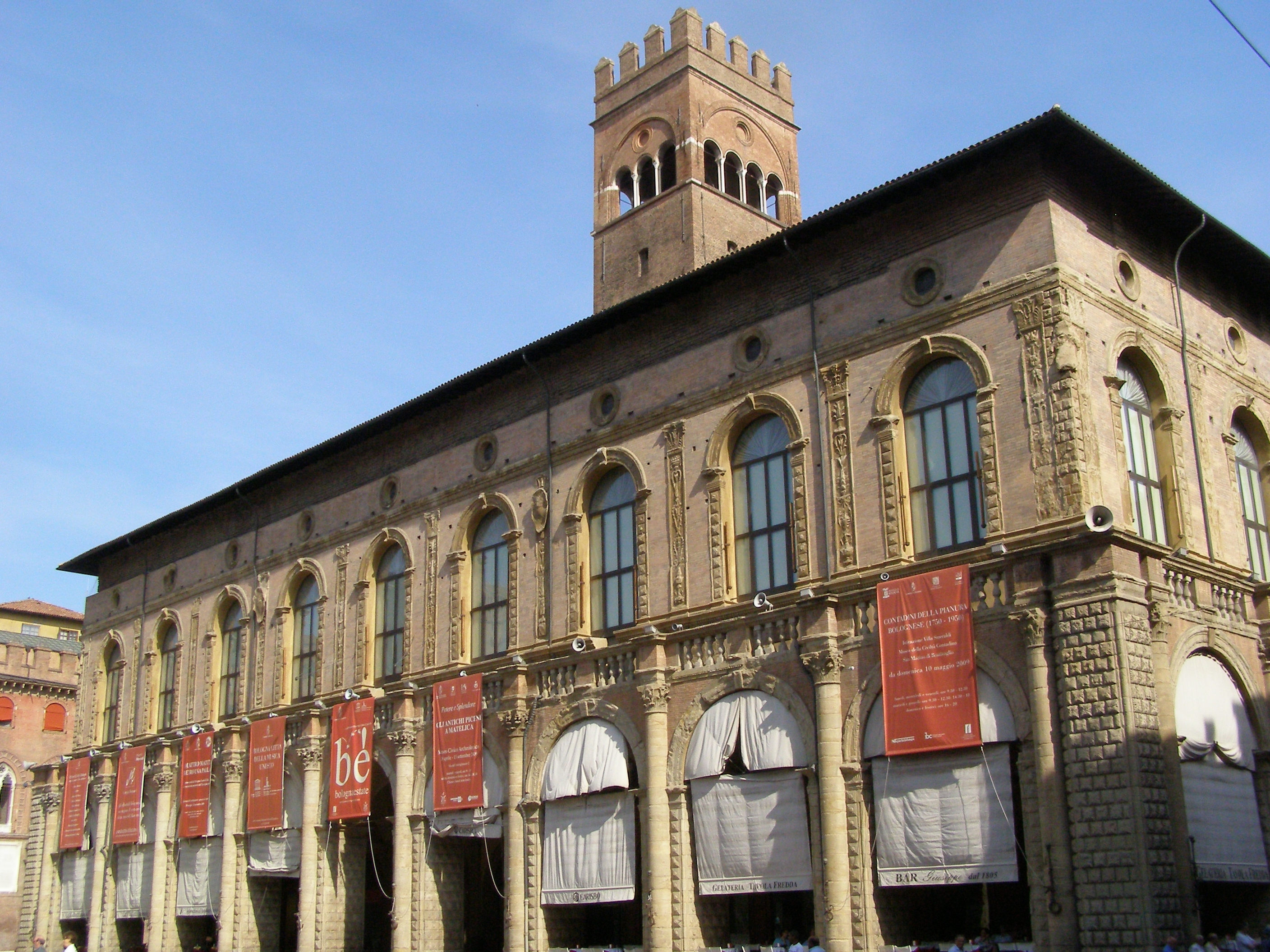
Palazzo del Podestà (Bologna)

1475 ging er auf Einladung des Großfürsten Iwan III. nach Moskau. Dort baute er zwischen 1475 und 1479 im Kreml die prächtige Uspenski-Kathedrale (Mariä-Entschlafens-Kathedrale), zu der er sich von der gleichnamigen Kirche in Wladimir hatte inspirieren lassen. Die Kathedrale wird heute als sein wichtigstes Werk angesehen.
Nach einigen Quellen wurde er von Iwan III. ins Gefängnis geworfen, als er nach Italien zurückkehren wollte, und starb in Gefangenschaft. Andere Quellen besagen, dass er als Militäringenieur und Artillerie-Kommandeur an den Feldzügen gegen Nowgorod (1477 bis 1478), Kasan (1482) und Twer (1485) teilnahm.